# Січневий наступ на Львів (1919)
Січневий наступ на Львів 1919.

## Передслово
Уряд ЗУНР вимагав терміново підготувати і повторити операцію по опануванню Львова вже у січні 1919 року.
Це було пов'язано з від'їздом української делегації на Паризьку мирну конференцію, яка відкривалася 18 січня. Визволення Львова повинно було підняти авторитет та престиж ЗУНР на міжнародній арені. Президент ЗУНР Є. Петрушевич вимагав від командування УГА негайно здійснити другий штурм Львова. Цю позицію президента підтримали С. Петлюра і командування Армії УНР. Генерал Омелянович-Павленко намагався відтягти операцію до часу, коли б зміг суттєво посилити частини, зокрема 2-го корпусу, які зазнали відчутних втрат у ході першого штурму Львова. Так, бойова група січовиків «Схід» отамана Букшованого, яка вважалася найбільш боєздатною і отримала відповідальні завдання, включала лише 1400 багнетів. Бойові групи «Старе Село» та «Щирець» загалом мали 1500 багнетів. Командир 2-го корпусу Тарнавський звертався до командування УГА з вимогами негайно посилити його бойовий відділ, оскільки мав тільки 4 тисячі багнетів, однак мусив атакувати Львів без підтримки інших корпусів. Він попереджав, що план другого наступу на Львів невдалий і ставить під сумнів виконання завдань, що слід включити в операцію й інші корпуси або суттєво поповнити його угрупування резервами і дати час на підготовку до наступу. Одночасно польські війська активно готувалися до можливих спроб українців відбити місто. За короткий час у район Львова поляки перекинули 10 тисяч піхотинців, 400 кіннотників та 34 гармати.
Основні пункти наказу Пілсудського, адресовані генералу Ромерові (з книги мемуарів колишнього польського полковника В. Гуперта «Walki о Lwow…»): «…а/Шт. Ген. з 1-1919: Бригада Бєліни разом з одним батальйоном і одною батареєю має 4 січня здобути Сокаль і забезпечити залізничні мости через Буг… 1) 3 метою надання допомоги Львову, який під загрозою, рекомендую сформувати групу „Буг“, доручаючи командування генералові Ромерові… 3) …Щоб перешкодити поверненню і унеможливити пересилання українських підкріплень зі сходу, необхідно якнайшвидше знищити мости на Бузі і перервати з'єднання Стоянів і Красне — Львів». Пілсудський".

## Власне бойові зустрічі
Другий штурм Львова розпочався за планом першої операції і з попереднім важливим завданням — звільнити столицю ЗУНР від польських військ. Головний удар завдавали бойові групи «Старе Село», «Схід» і «Щирець», які атакували південні і південно-західні околиці Львова.
З початком січня 1919 року польські частини, що до того часу обмежувалися утриманням й закріпленням здобутих позицій, перехопили ініціативу в свої руки. В околицях Рави Руської, Угнова, Белза, Угринова з'явилася польська «Група Буг» під проводом генерала Ромера, що хоч і не могла докорінно змінити ситуації, все ж-таки була осторогою для української Начальної Команди, знаменуючи період, що корінна Польща вже могла підкріпити свіжими силами східньо-галицький фронт.

Панцирник «Кресовець» польських сил, котрий готувався на час січневого наступу УГА, однак був довершений в травні 1919

На перший погляд можливості групи «Буг» генерала Ромера були великі. Вона складалась з 4200 чоловік, у тому числі 120 офіцерів. У своєму розпорядженні мала 18 гармат, 46 кулеметів, вдосталь карабінів та 250 возів.
Уночі з 3 на 4 січня великий польський загін, яким командував майор Ліса-Куля, завдав удару 1-й угнівській сотні четаря Д. Бречки. Розбивши її, полонив 30 стрільців і замкнув у церкві; того ж таки дня визволили — завдяки успішній контратаці сотень гуцульського і угнівського куренів, які завдали противнику відчутної поразки. В затяжному бою у відкритому полі за Угновом, поляки втратили 80 чоловік убитими, 1 гармату і 6 кулеметів; українські сотні недорахувалися (по офіційних звітах, можливе применшення) лише одного стрільця — Корнила Вербового, та кількох поранено. 2 і 8 січня польських вояків під селом Варяж розгромили «вільні козаки», якими командував Антін Шурмяк. Згідно з польським полковником В. Гупертом, в боях за Угринів 8 і 9 січня поліг 61 стрілець УГА, проте наступ польських загонів тут захлинувся надовго. Атаки на Угринів польських відділів групи «Буг» закінчились невдачею — П'ята Сокальська бригада УГА відкинула їх у напрямку на Грубешів. Газета «Голос з над Буга» писала, що 8 січня на прорив Сокальсько-Белзького фронту поляки кинули понад 3000 чоловік. У поляків понад 250 чоловік убитими і пораненими; стрільці УГА взяли 68 полонених і здобули 10 скорострілів. 6 січня смертельно поранено командира Угнівського куреня Івана Пушкаря.
6—7 січня відділи групи «Буг» продерлися з району Рави-Руської через сили 1-го корпусу Микитки із завданням пробитися й посилити львівський гарнізон — через Жовкву (зайняли 8 січня) й Куликів до Львова, але частини І корпусу УГА під проводом Курмановича, завдали їм при тому маневрі тяжкі втрати. Частини 1-го корпусу швидко повернули Угнів, Жовкву і відновили північний фронт УГА. Мусили поляки залишити наступ на Угринів, заломився теж випад львівської залоги в напрямі підльвівських Кожич і Домажира. Не встигнувши опанувати залізничої лінії Рава-Руська — Львів, не змогли поляки відтягнути українських частин з-під Львова.
Не мав успіху польський наступ на Угнів 7 і 8 січня. Українські відділи відібрали в противника залізничну станцію, а 9 січня прогнали з-під Угнова його кавалерію. В цей час на підмогу Дев'ятій бригаді УГА поспішала з Холмщини сотня петлюрівців; прибула в Сокаль і в перший день Різдва від'їхала просто на фронт до Угнова, мали на озброєнні кріси і скоростріли. їх командиром був сотник Єрощук.
12 січня до Рави-Руської прибула група польських військ з Варшави під полковника Бербецького; складалася з 3 батальйонів піхоти і гарматної батареї, із завданням атакувати Угнів, та, ударивши на Сокаль, зайняти його. Їм мав допомогти своїми підрозділами майор Ліса-Куля, що готувався в Руді Журавецькій (Польща). Але невдалий наступ польських військ у напрямі Жовкви ці плани поламав.
Назначений на 14 січня польський наступ випередив уже 11 січня новий український наступ на Львів. Тогож дня II курінь Українських Січових Стрільців, під проводом сотника УСС Василя-Богдана Білинкевича здобув Лапаївку, 3 бережанська бригада — Сигнівку, решта куренів УСС під командою сотника Носковського — Скнилів, Боднарівку, Кульпарків, Козельники. Геройство 2 коломийської бригади, що заатакувала польські позиції на лінії Персенківка — Пасіки Міські заломилося в артилерійному й рушничному вогні противника. Не мав успіху наступ 4 золочівської бригади на східні околиці Львова. Поляки, вдаривши на окопи 7 львівської бригади, зайняли Бартатів. На цю позицію, боронену криваво заледве двома українськими сотнями, кинув противник силу двох куренів, що наступали з півночі й сходу рівночасно.
Під вечір захопили поляки Сигнівку а ранком 12 січня атакували позиції 2 бригади. 10-тисячна група Зєлінського за підтримки 400 уланів та 34 гармат діяла у напрямку з Городка на Любінь Великий і далі на Львів, а потужна група Сікорського завдала удару у напрямку Оброшино — у фланг головного українського угруповання. В околицях міста розгорнулися жорстокі кровопролитні бої.
Поява команданта бригади отамана Микитки в окопах надихнула захитану бригаду до бравурного протинаступу, у якому дійшли до Персенківки й тимчасово її зайняли. Без великої праці відбив І полк УСС польський наступ на Сигнівку 13 січня.
Уже по основі боїв прибуло півкуреня піхоти з Стрийського Запасного коша сотника Василя Хром'яка на фронт під Белз.

## Вивершення
Ослаблені бойові групи Осадного корпусу змушені були відступити на попередні позиції. Після донесень командирів корпусів про важку ситуацію і втрати, переконавшись у безперспективності й недоцільності продовження операції, генерал М. Омелянович-Павленко наказав припинити штурм Львова і закріпитися на досягнутих рубежах по лінії Брюховичі — Малехів — Пасіки — Сихів — Козельники -Солонка — Сокільники під Львовом, решта бойових груп 1-го і 2-го українських корпусів мали закріпитися на зайнятих рубежах північної і південної ділянки фронту.
В результаті другий український наступ на Львів 11-13 січня зліквідував можливість польського протинаступу, назначеного на 14 січня, рівночасно переконав українську Начальну Команду, що Львів є можливим здобути тільки тоді, коли буде остаточно й тривало перерваний його зв'язок з заходом і корінною Польщею взагалі. В цьому напрямі пішли подальші зусилля Начальної Команди та українських військ.
21 січня в 5-годинному бою загинув четар Степан Васкан — коли вів стрільців свого куреня в атаку на залізничну станцію Угнова, де тимчасово закріпились польські загони. Станцію було взято.
26 січня відбувалися затяті бої під селом Карів, серед полеглих був і Мельник Юрій — командант 2-ї сотні 3-го куреня Коломийського піхотного полку ім. І. Мазепи.
Польське військо оточило Угнів; малочисельні українські відділи почали відступати вздовж залізниці у напрямку села Корчів. Зайнявши Угнів, противник скерував удар на Белз і Кристинопіль. Невдовзі він захопив Белз, села Жужіль, Жабче, Острів, 27 січня наблизився до Кристинополя. У Новому дворі (Кристинопіль) перебувала артилерійська батарея поручника Івана Околота, яка «обслуговувала» весь північно-західний фронт. Побачивши ворожу кінноту, що швидко наближалася до міста, Іван Околот наказав гарматникам відкрити по ній картечний вогонь. Атака захлинулась. Водночас польська кавалерія потрапила під обстріл чети польової жандармерії, якою командував хорунжий Козак. Розсипавшись і зазнавши втрат, кіннотники подались у бік села Острова.
Тоді ж відбувся бій у Кристинополі — 28 січня 1919 року, артилеристи батареї поручника Івана Околота не
дозволили уланам підполковника Владислава Бєліни-Пражмовського раптовою атакою оволодіти мостом через Західний Буг. Стрільці УГА, завзято обороняючись, почали відходити через Західний Буг у напрямку села Бендюги. Польське військо зайняло Кристинопіль. Міст через Західний Буг залишився в руках українських військ, що на правому березі ріки перегруповували свої сотні й наводили в них порядок. Поляки втримались у Кристинополі 2 дні. У ніч з 29 на 30 січня курінь поручника Михальчука з 5-ї Сокальської бригади УГА зробив відчайдушний марш у напрямку Жужеля, де розмістилися штаб польських військ і табір карного кінного полку майора Бєліни Пражмовського. Раптова атака й чітко скоординовані дії принесли перемогу, польський тиловий табір втратив 28 чоловік убитими, чимало поранених; в руки куреня потрапив обоз зі зброєю і харчами. Відразу після розгрому штабу в Жужелі на польські війська, що намагались закріпитися в Кристинополі, почали наступати перегруповані за Бугом петлюрівці Єрощука, холмщани хорунжого Марчука, кошова сотня Іванця та сотні четарів Ковальчука й Лаха. Вони змусили противника залишити Кристинопіль; по дорозі відступаючі польські відділи помстилися за поразку — жителям Жужеля — спалили все село, залишивши в ньому своїх убитих — уже не встигали їх забрати, бо на п'яти наступала стежа угнівської кавалерії Михайла Палюшка, а з Кристинополя наближались інші перегруповані загони.
В артилерійській перестрілці та локальних фронтових зіткненнях зустрічах минула під Львовом друга половина січня й перша половина лютого. На фронті III корпусу почалася акція поляків по опануванню залізничного шляху Хирів—Самбір і самого Самбора.
Наступ 4 лютого польської групи полковника Мінкевича на Вовчу Долішню, Блажів Горішній і Чижин, відбили українські війська досить легко. Також поновилися спроби наступу на фронті І корпусу, в околицях Белзця, Угнова, Белза й Кристинополя.
Хоча перша і друга операції Галицької армії із завданням визволити Львів закінчилися невдачами, польські війська в Галичині, зокрема 15-тисячного львівського польського гарнізону, не почували себе у безпеці. Командувач Східним фронтом генерал Тадеуш Розвадовський просив у Варшави негайно надіслати йому хоча б 5000 вишколених польських солдатів. Він був прихильником виключно воєнного вирішення проблеми Львова й категорично виступив проти пропозиції начальника Генштабу генерала С. Шептицького припинити війну на лінії, яка б залишила Львів і Бориславський нафтовий басейн українцям. Польське військо у Галичині готувалося до нових боїв і нових наступальних операцій УГА.